# Consuelo Mata Parreño
Consuelo Mata Parreño (Castellón de la Plana, 1954) es una arqueóloga española especializada en cultura material ibérica. Actualmente es la directora del Departamento de Prehistoria y Arqueología de la Universidad de Valencia.

## Trayectoria profesional
Estudió Filosofía y Letras en la Universidad de Valencia (1971-1976), donde obtuvo el grado de licenciada con el trabajo Aportación a los inicios del Hierro en el País Valenciano (1977), dirigido por Martín Almagro Gorbea. 
Dirigió, junto con Helena Bonet, las excavaciones en El Puntal dels Llops (1978-1985), un fortín ibérico ubicado en las estribaciones meridionales de la Serra Calderona, cercano a la población de Olocau. La combinación del trabajo de campo con la introducción de nuevos modelos interpretativos relacionados con el estudio del territorio, le llevó a publicar junto con Helena Bonet Rosado y Joan Bernabeu Auban un estudio pionero sobre la organización político-territorial de la antigua Edetania. En él ahondan en las relaciones jerárquicas construidas entre los asentamientos de la región, como El Puntal dels Llops, El Castellet de Bernabé y El Tosal de San Miguel.
Desde la década de los 80 ha dirigida diversas campañas de excavación (1983-1987, 1988, 1991, 1993, 1994) en el yacimiento ibérico de Kelin, en las afueras de la actual población de Caudete de las Fuentes, en Requena-Utiel. Sus primeros trabajos en la zona constituyeron la base de su tesis doctoral Los Villares (Caudete de las Fuentes, Valencia). Origen y evolución de la Cultura Ibérica (1987) dirigida por Milagro Gil-Mascarell en la Universidad de Valencia. Desde 2004 se celebran en Kelin unas jornadas de puertas abiertas en las que se realizan visitas teatralizadas y talleres sobre la cultura ibérica.
En 1988 entró como profesora asociada en el Departamento de Prehistoria y Arqueología de la Universidad de Valencia, y desde 1991 es profesora titular de dicha institución. 
A principios de los años 90 publicó junto con Helena Bonet una tipología de cerámica ibérica fina (clase A) y de cocina (clase B), que continúa siendo de obligada referencia para los especialistas en el mundo ibérico.
En años recientes, Consuelo Mata ha coordinado estudios sobre los usos reales y simbólicos de plantas y animales en el mundo ibérico. A partir de este proyecto se ha creado una base de datos en línea de acceso libre.

## Publicaciones
- Consuelo Mata Parreño, Ernestina Badal, Eva Collado Mataix, Pere Pau Ripollès i Alegre, "Flora Ibérica: De lo real a lo imaginario", Diputación de Valencia, Diputación de València, 2010. 978-84-7795-575-7.
- Helena Bonet Rosado, Consuelo Mata Parreño, "El Puntal dels Llops: un fortín edetano", Diputación de Valencia, 2002. 84-7795-320-1.
- Consuelo Mata Parreño, "Los Villares: (Caudete de las Fuentes, Valencia) : origen y evolución de la cultura ibérica", Diputación de Valencia, 1991. 84-7795-047-4.
- Bernabeu Auban, Joan; Bonet Rosado, Helena; Mata Parreño, Consuelo (1987), "Hipótesis sobre la organización del territorio edetano en época ibérica plena: El ejemplo del territorio de Edeta/Llíria",  en Ruiz Rodríguez, Arturo; Molinos Molinos, Manuel, Íberos: Actas de la yo jornadas sobre el mundo ibérico, Jaén 1985, Jaén: Ayuntamiento de Jaén, pp. 137-156.
- Bonet Rosado, Helena; Mata Parreño, Consuelo (2002), El Puntal dels Llops: Un fortín edetano, Servicio de Investigación Prehistórica.
- Mata Parreño, Consuelo (1991), "Los Villares (Caudete de las Fuentes, Valencia): Origen y evolución de la cultura ibérica", Valencia: Servicio de Investigación Prehistórica.
- Mata Parreño, Consuelo; Garibó Bodí, Joan; Valor Abad, Jeroni; Duarte Martínez, Francesc; Ferrer Eres, Miguel (2001), "Kelin (Caudete de la Fuente, València) y su territorio",  en Lorrio Alvarado, Alberto, Los Íberos en la Comarca de Requena-Utiel (Valencia), San Vicente de Raspeig: Universidad de Alicante, pp. 75-88
- Mata Parreño, Consuelo; Badal, Ernestina; Collado Mataix, Eva; Ripollès i Alegre, Pere Pau (2010), Flora Ibérica: De lo real un lo imaginario, València: Diputación de València.